# Jason Read
Pour les articles homonymes, voir Read.
Jason Read est un rameur américain né le 24 décembre 1977 à Flemington.

## Biographie
Pompier volontaire, Jason Read a fait partie des secours déployés lors des attentats du 11 septembre 2001 à New York.
Aux Championnats du monde d'aviron 2003 à Milan, Jason Read est médaillé d'argent avec le huit américain. Lors des Jeux olympiques d'été de 2004 à Athènes, il remporte la médaille d'or en huit.

## Palmarès
- Championnats du monde d'aviron 2003 à Milan
  -  Médaille d'argent en huit
- Jeux olympiques d'été de 2004 à Athènes
  -  Médaille d'or en huit